# Hirundo aethiopica

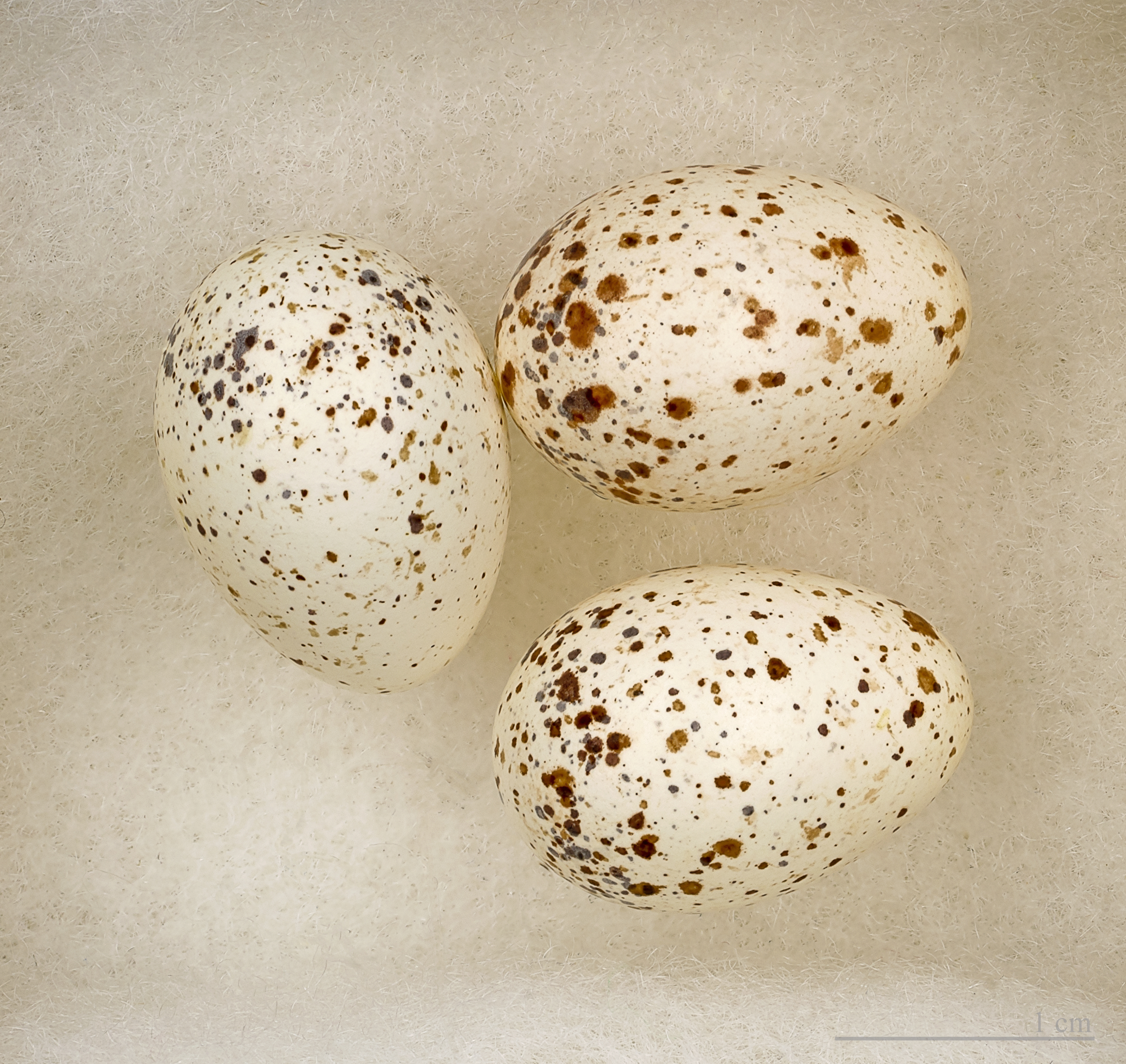
Hirundo aethiopica - MHNT

Andorinha-etíope ou andorinha-da-etiópia (Hirundo aethiopica)' é uma espécie de ave da família Hirundinidae.
Pode ser encontrada nos seguintes países: Benin, Burkina Faso, Camarões, República Centro-Africana, Chade, República Democrática do Congo, Costa do Marfim, Eritreia, Etiópia, Gana, Guiné, Israel, Quénia, Mali, Níger, Nigéria, Senegal, Somália, Sudão, Tanzânia, Togo e Uganda.